# Le Sap
Le Sap ist eine Ortschaft und eine Commune déléguée in der französischen Gemeinde Sap-en-Auge mit 832 Einwohnern (Stand: 1. Januar 2022) im Département Orne in der Region Normandie. Die Einwohner werden Sapiens genannt.

## Geografie
Le Sap liegt am Nordrand des Départements zwischen dem Pays d’Ouche und dem Pays d’Auge, 68 Kilometer südöstlich von Le Havre, 29 Kilometer südöstlich von Lisieux und zehn Kilometer südöstlich von Vimoutiers. Der Ort wird vom Flüsschen Bigotière durchquert, der hier auch noch unter anderen Bezeichnungen geführt wird.
Le Sap ist einer Klimazone des Typs Cfb (nach Köppen und Geiger) zugeordnet: Warmgemäßigtes Regenklima (C), vollfeucht (f), wärmster Monat unter 22 °C, mindestens vier Monate über 10 °C (b). Es herrscht Seeklima mit gemäßigtem Sommer.

## Geschichte
1100 wurde die Gemeinde als Sappum erstmals urkundlich erwähnt. Der Name Sap ist keltischen Ursprungs, sappo (frz. sapin) bedeutet Tanne.
Mit Wirkung vom 1. Januar 2016 wurden die bisherigen Gemeinden Le Sap und Orville zu einer Commune nouvelle mit dem Namen Sap-en-Auge zusammengeschlossen und haben in der neuen Gemeinde den Status einer Commune déléguée. Der Verwaltungssitz befindet sich im Ort Le Sap. Die Gemeinde Le Sap gehörte zum Arrondissement Argentan und zum Kanton Vimoutiers.

## Bevölkerungsentwicklung
| Jahr                       | 1962 | 1968 | 1975 | 1982 | 1990 | 1999 | 2007 | 2013 |
| -------------------------- | ---- | ---- | ---- | ---- | ---- | ---- | ---- | ---- |
| Einwohner                  | 983  | 1010 | 958  | 977  | 901  | 939  | 936  | 906  |
| Quellen: Cassini und INSEE |      |      |      |      |      |      |      |      |

## Wappen
Das Wappen der Gemeinde besteht aus silbernen und orangen Rauten (losangé d’orange et de gueules). Die metallische Farbe silber wird in der Heraldik weiß dargestellt.

## Sehenswürdigkeiten

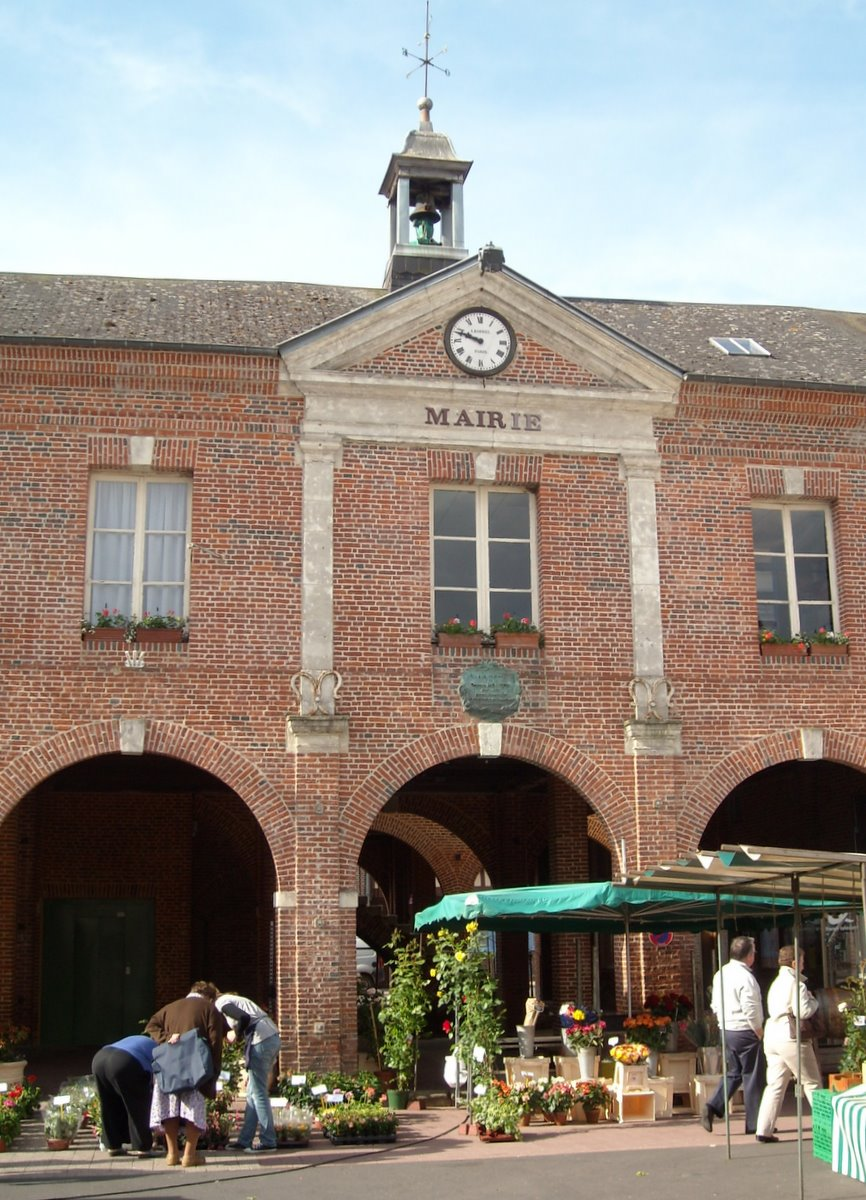
Mairie, Ehemaliges Rathaus

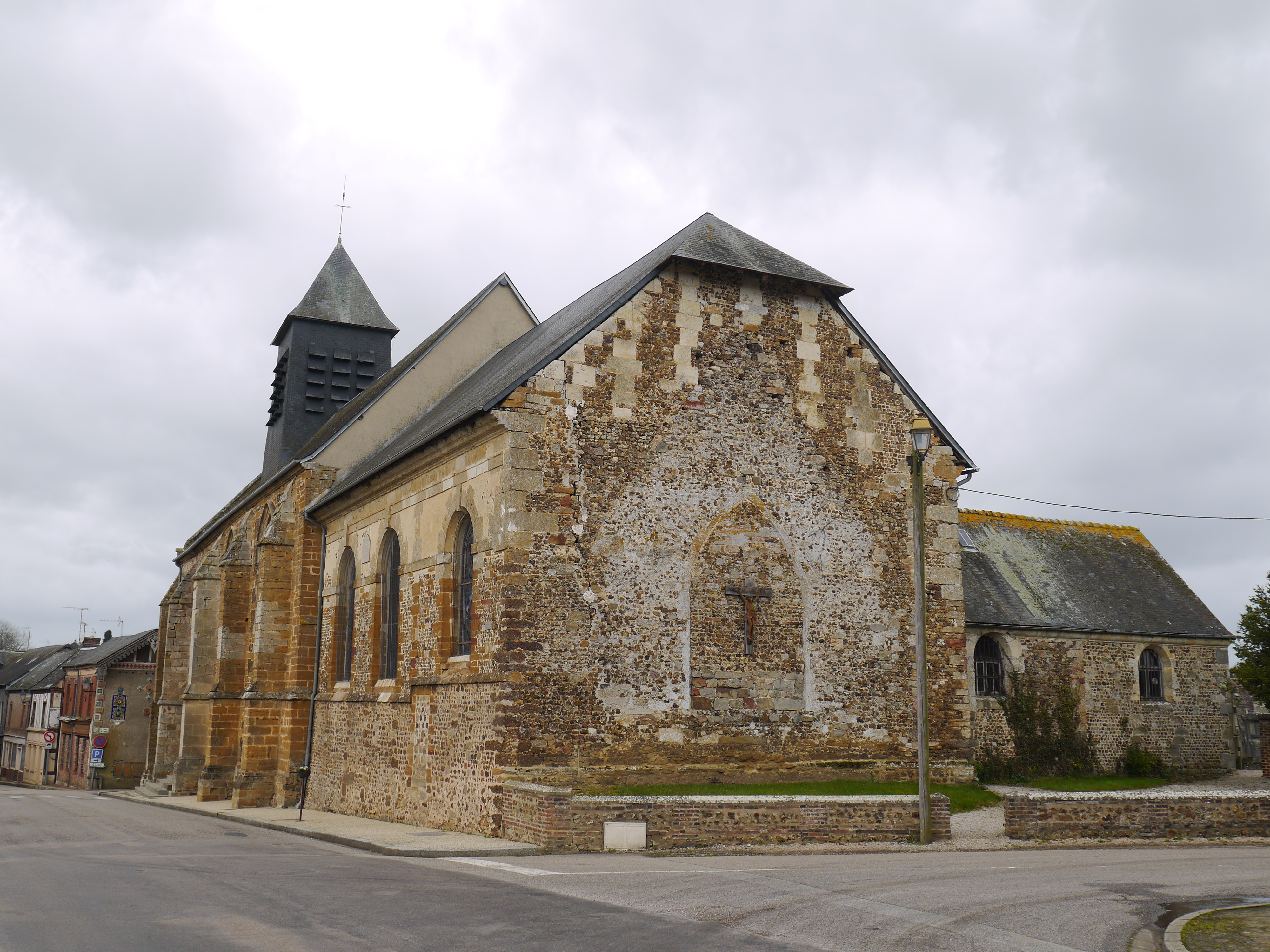
Kirche Saint-Pierre

Le Sap beherbergt ein Museum zur Calvados-Herstellung mit angegliedertem Obstgarten. Seine Devise ist: de la Pomme au Calvados, vom Apfel zum Calvados.

### Bauwerke
Das Fort Montpellier ist eine mittelalterliche Burg in Le Sap. Sie trägt ihren Namen seit 1153, als Heinrich II. von England den Comte de Montpellier zum Gouverneur ernannte, weil er selbst Thronfolger von England wurde. 1378 wurde die Burg zerstört und im 15. Jahrhundert durch ein Wohngebäude ersetzt. Während des Ancien Régime (absolutistische Herrschaft in Frankreich) war das Fort Montpellier der Sitz des Vicomte von Sap. Im Zweiten Weltkrieg war es Sitz der deutschen Kommandantur.
Die Kirche Saints-Pierre-et-Paul wurde im 14. Jahrhundert erbaut. 1562 wurde sie im Zuge der Hugenottenkriege niedergebrannt, nur der Chor blieb erhalten. Ein neues Kirchenschiff wurde noch im 16. Jahrhundert erbaut. Der Chor wurde im 17. Jahrhundert vergrößert. In derselben Epoche wurde die Sakristei erbaut. Der Eingang ist im Stil von Heinrichs IV. von Frankreich (1553–1610) gestaltet.

### Regelmäßige Veranstaltungen
Jährliche Veranstaltungen sind ein Flohmarkt am 1. Sonntag im Mai, ein Pferderennen am 2. Sonntag im August, ein Dorffest am 15. August und das Fest des Cidre à l’ancienne (traditionell) am 2. Wochenende im November.

## Wirtschaft
Das Bild der Gemeinde ist von Wald und Weiden geprägt. Es gibt vor Ort eine Landwirtschafts- und Molkerei-Genossenschaft und ein Unternehmen, das Anglerbedarf herstellt. Auf dem Gemeindegebiet gelten kontrollierte Herkunftsbezeichnungen (AOC) für Camembert (Camembert de Normandie), Livarot, Pont-l’Évêque, Calvados (Calvados Pays d’Auge), Pommeau (Pommeau de Normandie) und Cidre (Pays d’Auge) sowie geschützte geographische Angaben (IGP) für Schweinefleisch (Porc de Normandie), Geflügel (Volailles de Normandie) und Cidre (Cidre de Normandie und Cidre normand).